# SCORM

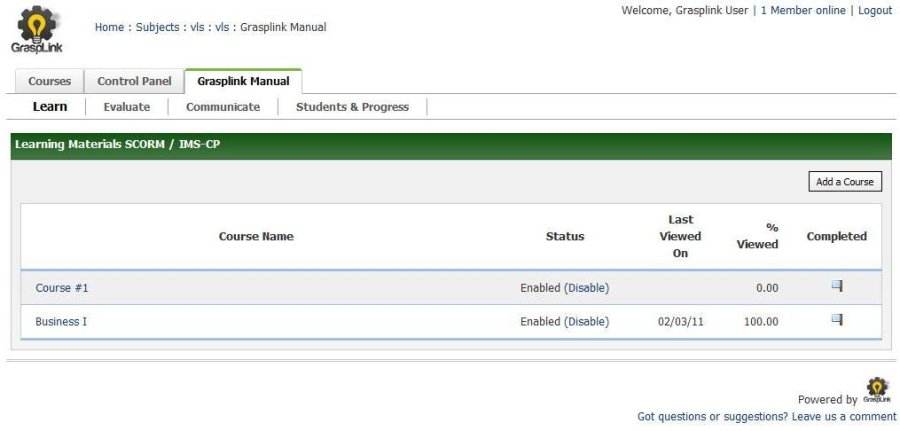
Learning Management System

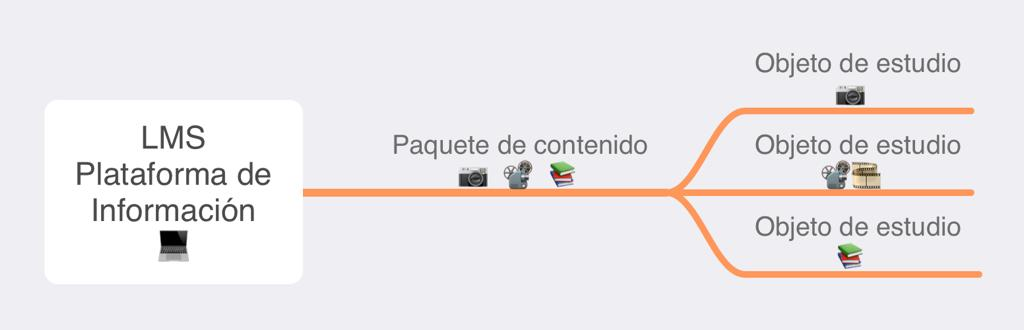
Esquema SCORM

SCORM (del inglés Shareable Content Object Reference Model, traducible al español como Modelo Referenciado de Objetos de Contenido Compartible) es un conjunto de estándares y especificaciones que permite crear objetos pedagógicos estructurados, con objetivos fundamentales de facilitar la portabilidad de contenido de aprendizaje, poder compartirlo y reusarlo. También se lo puede definir como un conjunto de objetos de aprendizaje empaquetados y estructurados como material web de forma pedagógica bajo un estándar libre que permite importar, reutilizar y compartir contenidos.
El fin de este modelo es distribuir contenidos en línea para simplificar la transmisión de contenido entre sistemas de gestión de aprendizaje.
La tecnología aplicada a la educación permitió la generación de nuevos métodos de enseñanza. Los sistemas de gestión de aprendizaje (LMS, en sus siglas en inglés) efectivamente facilitaron los materiales necesarios para reemplazar una enseñanza más rígida y monótona. Se hizo necesario crear un marco de referencia para estas nuevas tecnologías de aprendizaje Los sistemas de gestión de contenidos (CMS), previos a los estándares SCORM, usaban formatos propietarios para los contenidos que distribuían. Como resultado, no era posible el intercambio de tales contenidos. En términos generales, es un conjunto de especificaciones que juntas conforman un estándar asumido por la industria del e-learning para producir contenidos fácilmente reutilizables en cualquier sistema de e-learning compatible con este estándar. Con SCORM se hace posible crear contenidos que puedan importarse dentro de sistemas de gestión de aprendizaje diferentes, siempre que estos soporten la norma SCORM. Esos contenidos u objetos que se pueden compartir, conocidos como SCO (del inglés Shareable Content Object) puede ser tan pequeño como una página y tan grande como una unidad temática completa.
Los SCORM contienen:
- Metadatos que estructuran los contenidos.
- Objetos de aprendizaje de todo tipo.
- API Javascript: se encarga de permitir la interacción con los contenidos.

## Inicios de SCORM
La historia de SCORM tiene sus orígenes en el año 1999 en los laboratorios de Advanced Distributed Learning (ADL), creado por el Departamento de Defensa de los Estados Unidos. Este centro recogió parte de otras iniciativas ya existentes en la incipiente industria de la formación en línea (AICC, IEEE e IMS), las compiló y mejoró, creando un nuevo modelo de referencia. Las especificaciones posibilitan que quienes trabajen con ellas (especialistas o no) puedan crear y empaquetar sus contenidos para luego reproducirlos en cualquier sistema de gestión de aprendizaje compatible con SCORM.
En enero del año 2000, entró en etapa de pruebas la versión 1.0 de SCORM. Los participantes y colaboradores de la comunidad de ADL plantearon una serie de inquietudes y cuestiones que impulsaron la rápida aparición de la versión 1.1. En octubre del año 2001, aparece la versión 1.2 de SCORM, una de las versiones más ampliamente soportadas en la actualidad tanto por las herramientas de Software de generación de contenidos como por las plataformas e-learning.
Posteriormente surgió SCORM 2004 (o también conocida como la versión 1.3) de la que han surgido varias ediciones. Esta versión venía a corregir algunas deficiencias de la versión anterior, la 1.2, sobre todo en cuanto a posibilidades de secuenciación y navegación en los contenidos, es decir, qué contenidos se muestran en cada momento en función de los criterios pedagógicos definidos por el diseñador de los mismos.

## Estándares que conforman SCORM
SCORM es un conjunto de normas técnicas que permite a los sistemas de aprendizaje en línea importar y reutilizar contenidos de aprendizaje que se ajusten al estándar.
La organización Advanced Distributed Learning (ADL) a cargo de este estándar no trabaja sola en este proyecto, sino en colaboración con numerosas organizaciones, que trabajan también con las especificaciones destinadas al aprendizaje en línea. De este modo, las especificaciones de las organizaciones siguientes han sido integradas a la norma SCORM:
- Alliance of Remote Instructional Authoring & Distribution Networks for Europe (ARIADNE)
- Aviation Industry CBT (Computer-Based Training) Committee (AICC)
- IEEE Learning Technology Standards Committee (IEEE LTSC)
- IMS Global Learning Consortium, Inc (IMS Global)
- AeroSpace and Defense Industries Association of Europe (ASD) Technical Publication Specification Maintenance Group (TPSMG)

No obstante, a menudo estas especificaciones se han modificado ligeramente a fin de hacer el conjunto más coherente y transferible.[cita requerida]

## SCORM y otros estándares
SCORM agrupa diversas especificaciones de diversos organismos y colabora con dichos organismos en la evolución de estas especificaciones. Integra las siguientes especificaciones de grupos como IMS Global Consortium, ARIADNE, AICC o IEEE-LTSC:
- IEEE Learning Object Meta-data 1484.12 (IEEE LOM 2002): Empleado en el Modelo de Agregación de Contenido para definir los Metadatos de los objetos de contenido.
- IEEE ECMAScript API for Content to Runtime Services Communication 1484.11.2 (IEEE EACRSC 2003): Empleado por el Entorno de Tiempo de Ejecución para definir el mecanismo de comunicación entre el contenido y el LMS
- IEEE Data Model for Content Object Communication 1484.11.1 (IEEE DMCOC 2002): Empleado por el Entorno de Tiempo de Ejecución para definir el modelo de datos empleado en la comunicación entre el contenido y el LMS
- AICC/Web-Based CMI Guidelines (AICC WBCMIG 1998): Empleado para definir la estructura del contenido en el Modelo de Agregación de Contenido.
- IMS Content Packaging (IMS CP): Empleado en el Modelo de Agregación de Contenido para agrupar objetos de contenido.
- IMS Simple Sequencing (IMS SS): Empleado para el secuenciamiento de actividades en un curso.

## Componentes
La especificación SCORM está dividida en "libros técnicos". Estos libros se agrupan en tres temas principales:
- Modelo de agregación de contenidos (Content Aggregation Mode l), que asegura métodos coherentes en materia de almacenamiento, de identificación, de condicionamiento de intercambios y de recuperación de contenidos.
- Entorno de ejecución (Run-Time Enviroment Archivado el 10 de septiembre de 2016 en Wayback Machine.), que describe las exigencias sobre el sistema de gestión del aprendizaje (SGA) que este debe implementar para que pueda gestionar el entorno de ejecución con el contenido SCORM.
- Secuenciación y navegación (Sequencing and Navigation), que permite una presentación dinámica del contenido. Describe cómo el sistema interpreta las reglas de secuenciación introducidas por un desarrollador de contenidos, así como los eventos de navegación lanzados por el estudiante o por el sistema.

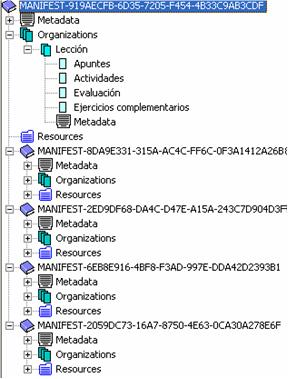
Empaquetado de contenidos con SCORM

### Modelo de agregación de contenidos
El modelo de agregación de contenidos puede descomponerse en varias funcionalidades. Contiene normas para estructurar los contenidos del objeto educativo.
La primera es la definición de metadatos del objeto de aprendizaje (en inglés: Learning Object Metadata, LOM). Estos metadatos, utilizados dentro de los estándares de IEEE, de Ariadne y de IMS, permiten la definición de un diccionario de términos describiendo el contenido del objeto de aprendizaje. Por ejemplo, representan el asunto del contenido, el nivel requerido, la identificación del estudiante, el precio del módulo y "la forma en la que se entregará la información y cómo se empaqueta el contenido para posteriormente ser alojado en un LMS."
La segunda especificación une los metadatos y los archivos XML, reutilizándose de IMS. Define cómo codificar los archivos XML, a fin de que sean legibles por la máquina.
La última especificación trata del empaquetado. Define cómo empaquetar el conjunto de una colección de objetos de aprendizaje, sus metadatos, y las informaciones sobre la manera en que el contenido debe ser leído para el usuario. En la práctica, se trata de crear un archivo zip que contiene todos los ficheros apropiados, así como un fichero manifest.xml que define los contenidos de los diferentes ficheros y las relaciones entre ellos, lo que provee una manera estandarizada de intercambiar recursos de aprendizaje digitales.

### Entorno de ejecución
Es necesario que el objeto pedagógico (más particularmente, el estudiante) y el sistema de gestión del aprendizaje se comuniquen. Los SCO están destinados a ser utilizados en el contexto de un LMS, que es responsable de administrar cómo el usuario interactúa con ellos..Por ello, ADL ha trabajado en colaboración con AICC para establecer un envío estandarizado de la información entre los dos sentidos, y compatible con las tecnologías de Internet. Se ha definido una interfaz de programación de aplicaciones (API, por sus siglas en inglés) en JavaScript, que suministra una manera estándar de comunicar con el sistema de gestión del aprendizaje y podría utilizarse de manera más rentable en un entorno de aprendizaje abierto y constructivista. independientemente de la herramienta utilizada para desarrollar el contenido.

### Secuenciación y navegación
Esta especificación, recogida en SCORM 2004 Sequence Information and Navigation, describe el orden de la presentación de los contenidos según la navegación hecha por el usuario. Con este propósito se definen los llamados árboles de actividades, que definen las posibles ordenaciones según las acciones efectuadas por el usuario final. 
El árbol de actividades presenta el siguiente funcionamiento:
- El árbol de actividades se transforma en una organización de contenidos comprimida para que pueda ejecutarse en un LMS.
- La plataforma educativa traduce este contenido en un árbol de actividades que incorpora información de la evolución de las actividades para el alumno.
- Cuando el estudiante trabaja con el contenido, la plataforma estudia la información de secuenciación y seguimiento para decidir las actividades que le proporcionará.

## Tipos de elementos
Hay dos tipos básicos de elementos que conforman SCORM:
- Los assets (literalmente, los «activos») son los objetos más básicos.
- Los SCO (Sharable Content Object)son los objetos de aprendizaje.

El SCO indica al LMS de la estructura del curso o información sobre él. Una vez generado el SCORM, ha de ser integrado e instalado correctamente en un LMS, el cual descomprimirá el paquete y reconstruirá toda la estructura para obtener los datos para identificar el curso. En cada interacción de un SCO con la plataforma LMS, este elemento utiliza el modelo de datos SCORM en tres tiempos: inicio, comunicación y término. Este conjunto de acciones se conoce como Runtime Environment, que es el código que permite a un curso darle a entender al LMS qué información han de tener los estudiantes, qué se considera un acierto o error, etc.

## Ventajas de SCORM
- Accesibilidad, permite acceder desde cualquier navegador y dispositivo por lo que se puede usar en cualquier momento y lugar. Además autoriza la visualización en cualquier LMS.
- Individualización en el proceso de aprendizaje, analiza el LMS en que se integra y realiza un seguimiento de la actividad de cada alumno para ofrecer un proceso de enseñanza-aprendizaje personalizado.
- Todos los datos de los estudiantes quedan registrados para facilitar este proceso y permitir una comunicación con la plataforma utilizada.
- Hipermedia o incorporación de hipertexto y multimedia. Incluso hace posible la inclusión de herramientas gamificadoras o simulaciones.
- Reusabilidad, los contenidos que incluye tienen una durabilidad indefinida. Tolera la interactuación entre el discente y los contenidos planteados, por lo que su complejidad depende del nivel de los contenidos.[19]
- Modularidad. En un curso SCORM, los materiales de formación consisten en unidades individuales, o módulos. Cada módulo puede ser usado en cualquier otro curso dentro del LMS.[20]

## Versiones
AICC HACP: El AICC es considerado el pionero en la estandarización del aprendizaje electrónico, buscando producir contenidos y cursos que pudieran difundirse en plataformas virtuales. Desde la industria de la aviación surgió la necesidad de realizar procesos de formación virtual, aportando significativamente al desarrollo del e-learning y las plataformas LMS.
SCORM 1.0: Esta versión fue el esbozo inicial que presenta las bases de los SCORM. No se presentó como una versión que pudiera ser implementada sino que describe los fundamentos del SCORM.
SCORM 1.1: Es considerada la primera versión de SCORM que pudo ser implementada, aunque presentó algunos elementos por mejorar como la falta de manifiesto de empaquetamiento y un soporte para metadatos.
SCORM 1.2: Es la versión más utilizada actualmente y soportada por la mayoría de LMS. introdujo el empaquetado de contenidos y metadatos pero carecía de una especificación de navegación que permitiera predeterminar la interacción entre el estudiante y el SCORM.
SCORM 2004 - 1ra edición: Era llamada la versión 1.3 antes de su lanzamiento oficial. Implementó la posibilidad de crear las condiciones de navegación que definen la forma como el estudiante puede interactuar con los objetos de contenido. Esta versión presentó fallas en su implementación y no es utilizada actualmente. 
SCORM 2004 - 2da edición: Resolvió los inconvenientes de la primera edición y fue la primera versión productiva del SCORM 2004.
SCORM 2004 - 3ra edición: Su principal aporte fue la optimización de la especificación de secuenciación y la navegación de contenido. 
SCORM 2004 - 4ta edición: En esta edición se continúa con la mejora de la especificación de secuenciación y navegación, ofreciendo más posibilidades para los creadores de contenido.

## Herramientas para crear contenido compatible con SCORM

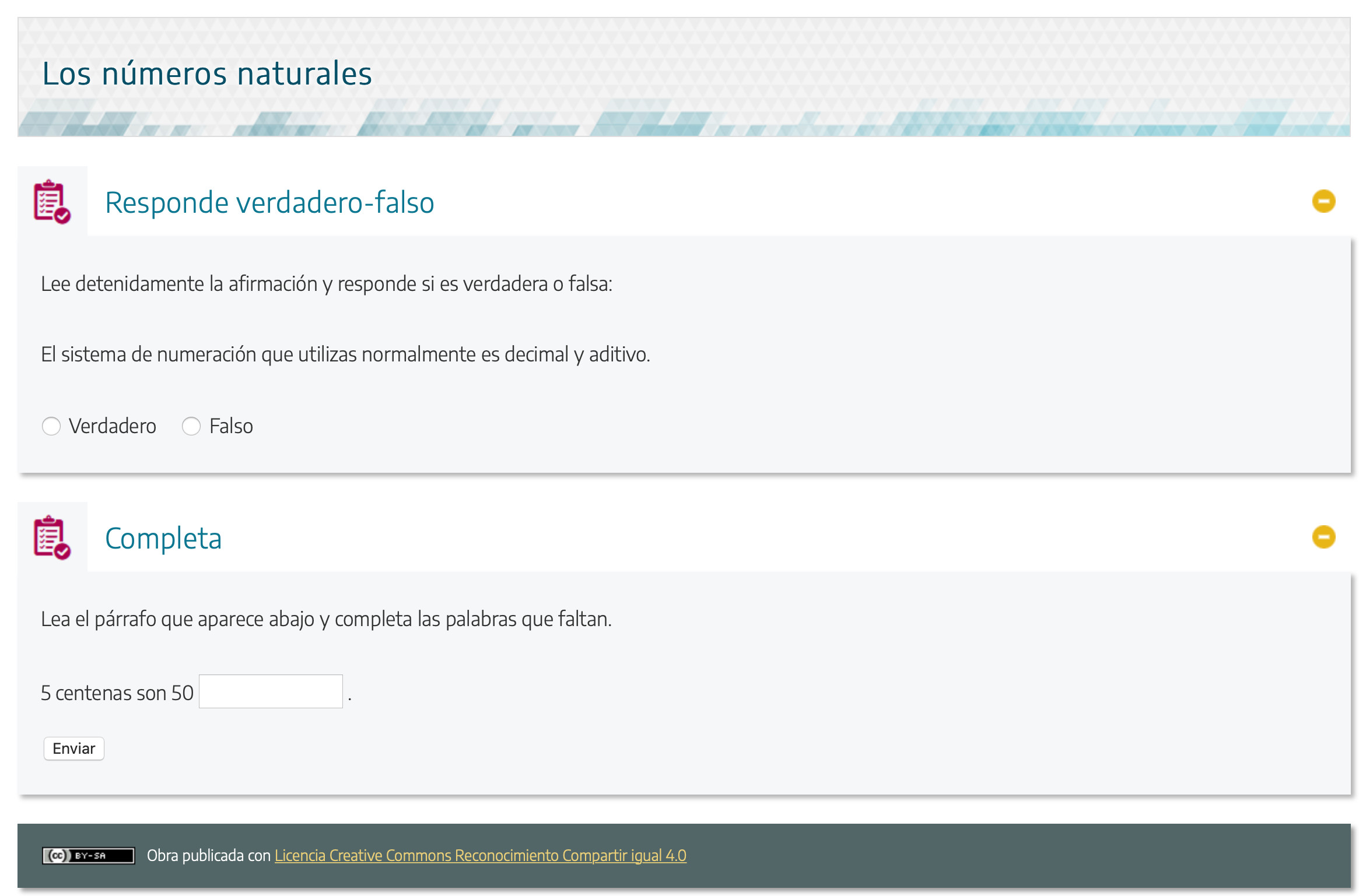
Ejemplo de actividades de un paquete SCORM

Existen diversas herramientas que permiten elaborar contenidos digitales basados en el estándar SCORM. Una vez creados los recursos, se pueden insertar en cualquier plataforma LMS compatible con SCORM como Moodle.
- Herramientas de autor: permiten desarrollar y exportar contenidos educativos compuestos de vídeos, textos, audios, imágenes o animaciones a formato SCORM de forma sencilla sin necesidad de tener conocimientos de programación.[23]
- Herramientas de conversión: transforman archivos como PDF, DOC, ODT, PPT u ODP en SCORM. Con estas herramientas solo se puede modificar el material.
- Herramientas de empaquetado de SCORM: adaptan materiales que ya se encuentran en HTML a SCORM añadiendo comandos de SCORM API.
- Herramientas de prueba de SCORM: simulan la interacción del SCORM, detectando y corrigiendo posibles errores de contenido antes de subirlo al LMS.

Algunas de las herramientas que podemos encontrar son:
- isEazy
- iSpring Suite
- Exelearning
- Qurseo
- Courselab
- Ardora
- ActivePresenter
- Microsoft Learning Development System

## SCORM vs Tin Can API
Tin Can API es la nueva generación del estándar SCORM. Debido a los avances tecnológicos encontramos nuevos entornos de aprendizaje, como las redes sociales o los blogs. El aprendizaje es móvil, por lo que no solo se produce frente a un ordenador y dentro de un contexto LMS. Esta nueva herramienta amplía la información que SCORM podía conseguir en el seguimiento de los estudiantes.
Además, Tin Can API permite almacenar y gestionar experiencias de aprendizaje que ocurren fuera de los LMS tradicionales, como actividades en aplicaciones móviles, experiencias en realidad virtual o aumentada, y formación en entornos offline. Esto soluciona una de las principales limitaciones de SCORM, que depende de la conexión a un LMS para registrar el progreso del usuario.
Tin Can API puede registrar más interacciones como:
- Intercambio de información a través de dispositivos móviles.
- Actividades en simulaciones.
- Lecturas realizadas.
- Actividades informales en redes sociales.

## Limitaciones técnicas
Si bien uno de los puntos fuertes de la evolución del SCORM es que el estándar se va haciendo maduro y estable y va ampliando potencialidades, se le presenta el inconveniente de la diversidad de implementaciones existentes en las herramientas que se pueden encontrar en la Web, o el de las razonables dudas sobre cuándo realizar un cambio de versión en las implementaciones del estándar.
Por otra parte, el SCORM tiene problemas de representación Cuando se requiere recursos de software con características muy específicas en el proceso de diseño de un curso (lenguaje de programación, uso de manipulativos, simulaciones, etcétera). Esto es debido a que no ofrece un soporte completo de interoperabilidad ni accesibilidad a los recursos. 
En estos casos, es necesario saber cómo vincular de forma más integral un curso o actividad de aprendizaje externa con el LMS institucional y, además, establecer una comunicación de datos entre ambos sistemas sin comprometer la funcionalidad ni la seguridad de acceso; por ejemplo, evaluar a los estudiantes de un curso ofrecido en un LMS a partir de las actividades realizadas en una aplicación externa; en situaciones como éstas, algunos especialistas sugieren recurrir a otros estándares de interoperabilidad, como el IMS-LTI (IMS-Learning Tools Interoperability).
Un ejemplo de las limitaciones de SCORM es la dificultad para integrar videojuegos. Al ser un formato que no fue diseñado para soportar elementos altamente interactivos, presenta debilidades en el secuenciamiento de estos, ya que el formato solo ofrece detalle sobre la finalización de la actividad, sin almacenar datos durante la ejecución del juego. Además, toda esta información se reinicia con cada intento, por lo que los datos almacenados solo se pueden utilizar si se reanuda el intento, no si se reinicia.